# ドラえもん のび太の牧場物語 大自然の王国とみんなの家
『ドラえもん のび太の牧場物語 大自然の王国とみんなの家』（ドラえもん のびたのぼくじょうものがたり だいしぜんのおうこくとみんなのいえ、英題：DORAEMON STORY OF SEASONS: Friends of the Great Kingdom）は、マーベラスが開発しバンダイナムコエンターテインメントより2022年11月2日に発売されたゲームソフト。対応プラットフォームはNintendo Switch・PlayStation 5・PC（Steam配信）。

## 概要
2019年に発売された『ドラえもん のび太の牧場物語』に続く、『ドラえもん』と牧場物語シリーズのコラボレーション作品。物語は前作とのつながりが無く、自然豊かな星「イリマ星」のクラン王国を舞台に、時には雲の上や海底にも活動範囲を広げながらスローライフを送ることができる。
本作では、キャラクターたちが一つ屋根の下で暮らすというのがコンセプトになっている。前作はのび太のみを操作して牧場を運営する内容だったが、本作ではみんなで作業している雰囲気を出したいという思いがあり、ともに生活すれば喜びが大きくなり自分の些細な行動がみんなのためになっていると感じられるのではないかという考えが反映されている。

## システム
基本的なシステムは前作と共通しており、のび太を操作して牧場作業や人々との交流などを行う。本作からの新要素として、畑に果樹を植えて果物を育てたり、通常よりも大きな野菜を育てたりすることができるようになった。大きな野菜は1人では収穫できないため仲間と協力する必要がある。また、次に達成すべき目標が適時表示される「やることメモ」の機能が追加された。
本作ではオフライン2人同時プレイが可能で、1プレイヤーはのび太を、2プレイヤーはドラえもんを操作する。また、1人プレイ時でも、物語の進行により一部キャラクターと一緒に行動できるようになる。
オンライン要素として、自分の牧場データをアップロードしたり他のプレイヤーの牧場データを閲覧したりできる「牧場見学」や、定型文を組み合わせたメッセージを他のプレイヤーとやり取りできる仕組みがある。

## ストーリー
夏休みの夜に天体観測をしていたのび太は、空にひときわ輝く星を発見し宇宙に興味を持つ。翌日、宿題をせずに寝ていたためママに怒られたのび太は家を飛び出し、ドラえもんとともに空き地へ向かうと、そこには同じように親に怒られて空き地にやってきたしずか、ジャイアン、スネ夫もいた。ここでのび太は宇宙へ行くことを提案し、一同はドラえもんのひみつ道具の小型宇宙船「宇宙救命ボート」に乗り宇宙へ飛び立つ。
宇宙船は、イリマ星のクラン王国に到着する。降り立った先の森で怪我を負った少年・ライトと出会い、寂れた牧場を賑やかにしたいという彼の亡き父の夢の話を聞いたのび太たちは、牧場作業を手助けするためルームシェアをしながら町での生活を送ることになる。そうした中、隣町で草木が枯れ始めているとの噂が流れる。このような状況は、かつて王国を襲った大きな災害「悪魔の息吹」の前触れと似ており、牧場も近々同じようになるのではないかと考えたのび太たちは、王国の人々とともに危機に立ち向かっていく。

## 登場人物
本項では、『ドラえもん』の登場人物であるドラえもん（声 - 水田わさび）、のび太（声 - 大原めぐみ）、しずか（声 - かかずゆみ）、ジャイアン（声 - 木村昴）、スネ夫（声 - 関智一）を除く本作オリジナルの登場人物を記載する。
ライト
声 - 大地葉
亡き父が所有していた牧場を世話する少年で、女王様の息子。つまりクラン王国の王子。心優しい性格で好奇心旺盛。
母を喜ばせるべく牧場の再生を望む。
シルフ
声 - 皆川純子
ミスト族の少年で、大人びた性格かつ一人で居るのが好き。母の影響を受け、博識で植物学者を目指している。
トトン
声 - 小澤亜李
ドガン族の少年。力自慢で、毎日のように鉱山の奥深くの遺跡を探しているが、幼い頃に落盤事故で死亡した父親(声:松本保典)の遺言を真に受けており、他人に頼らず自分だけで物事を解決しようとしている。その為、他力本願な人が嫌い。
ジャイアンにケンカで負けた事を機に彼の弟子となる。
ルアナ
声 - 水瀬いのり
鳥のような姿をしたアイスフ族の少女。はっきりとものを言う性格。研究や発明に熱心に取り組み、自分の知識に自信を持つ。
ピコ
声 - 田村睦心
記憶と感情を失ったロボット。身寄りがなく、のび太たちとともに生活する。実は遥か昔にイリマ族の博士に造られており、悪魔の息吹から逃れるべく博士によって長い眠りにつき、今に至った。
女王様
声 - 田中敦子
クラン王国の女王にしてライトの母。「悪魔の息吹」の予兆に危機感を抱いており、その原因とされる科学に関する資料を先祖代々秘匿してきた。息子がお医者さんカバンで治療された事を知ったのを機にドラえもんのひみつ道具を没収する。
ガレッド
声 - 比嘉良介
料理屋「ローバーダイニング」の店主。無口だが料理の腕は一流。
ポピー
声 - 小松奈生子
「ローバーダイニング」の店員であるミスト族の女性。朗らかな性格で話好き。
ステリー
声 - 緒方佑奈
「ステリー医院」の医師。引っ込み思案でおどおどしているが動物の薬を作る腕を持つ。
ロイド
声 - 江尻拓己
「ステリー医院」の看護師。ステリーに対して憧れ以上の感情を抱いている。
サリー
声 - 佐藤利奈
雑貨屋「サリュテル」の店主。しっかり者で、妹のメリーのことを常に大事に思っている。
メリー
声 - 長縄まりあ
動物屋「メリーモ」で動物たちを世話する少女。明るい性格で、姉のサリーが大好き。
ゴゴン
声 - 大塚明夫
鍛冶屋「ゴンゴン」の親方であるドガン族の男性。細かい問題があっても笑い飛ばす豪快な性格。
ガガン
声 - 野瀬育二
ゴゴンの息子。父とよく衝突する一方で、いい鍛冶屋になる方法について悩んでいる。
ベル
声 - 渡邊佳美
大工屋「ベルオリバー」で働くミスト族の女性。さっぱりした性格で頼りがいがある。一緒に働くオリバーとよくケンカをしている。
オリバー
声 - 増田竜馬
「ベルオリバー」で設計を担当する男性。頭脳明晰で普段は冷静だが、デザインのことでベルと意見が合わず衝突することが多い。
ポム
声 - 神田みか
果樹屋「ポムポム」を営む老婆。聞き上手で、毎日多くの人の話を聞いている。
カイ
声 - 沖野晃司
釣り屋「スィースィ」の店主を務めるアイスフ族の男性。入院中の妻ルルの看病や息子のオリの世話で日々忙しくしている。
オリ
声 - 高野麻里佳
カイの息子。父が仕事で忙しく母も入院しているため寂しい思いをしている。
ルル
声 - 中村桜
カイの妻。ステリー医院に入院中で、息子のことを心配している。
トメール
声 - 尾高慶安
クラン王国城の兵士。真面目だが融通の利かない部分もある。
マモール
声 - 関智一
クラン王国城の兵士。トメールとともに城を守っている。のんびりした性格。
モーブ
声 - 斉藤マサキ
クラン王国の大臣。人のいい性格だが、それゆえに苦労することもある。
トゥーナ
声 - 伊藤かな恵
森の奥の泉でコロボックルたちと一緒に住む女性。自らを「女神様」と称し、不思議な力でのび太たちを手助けする。実はピコとコロボックル同様、イリマ族の博士に造られたロボットで、ピコと面識がある。

### コロボックル
ニコニコ
声 - 種﨑敦美
コロボックルの一人。いつも笑っている。
ムカムカ
声 - 種﨑敦美
コロボックルの一人。いつも怒っている。
ワタワタ
声 - 種﨑敦美
コロボックルの一人。いつもおどおどしている。
スヤスヤ
声 - 種﨑敦美
コロボックルの一人。いつも眠そうにしている。
キビキビ
声 - 種﨑敦美
コロボックルの一人。いつも忙しそうにしている。